# マルゴー・ピノ
マルゴー・ピノ（Margaux Pinot、1994年1月6日 - ）は、フランス出身の柔道選手。階級は63㎏級と70kg級。

## 経歴
2010年のヨーロッパカデ63㎏級で2位になると、2011年からヨーロッパジュニアで2連覇した。その後階級を70㎏級に上げると、2013年の世界ジュニア個人戦では準決勝で新井千鶴に敗れるも3位、団体戦では決勝の日本戦で新井を破るもチームは2位にとどまった。2014年の世界団体では準決勝の日本戦で田知本遥を背負投で破るなどしてチームの優勝に貢献した。2015年のユニバーシアードとグランドスラム・パリでは3位だった。その後に階級を63㎏級に下げると、2016年にはグランプリ・サムスンとグランプリ・アルマトイで優勝、グランドスラム・東京では3位になった。2017年のヨーロッパ選手権個人戦では2位だったが、団体戦で優勝した。その後階級を再び70㎏級に上げると、2018年のグランドスラム・アブダビで優勝、グランドスラム・大阪では準決勝で世界チャンピオンの新井に敗れるも3位になった。2019年のグランドスラム・パリでは準決勝で新添左季を破るも、決勝で大野陽子にGSに入ってから反則負けして2位だった。ヨーロッパ競技大会では優勝した。東京で開催された世界選手権では準決勝でポルトガルのバルバラ・ティモに敗れるも3位になった。2020年のヨーロッパ選手権では優勝した。2021年のヨーロッパ選手権では2位だった。2021年の東京オリンピックには国内のライバルである世界チャンピオンのマリー＝エヴ・ガイエよりもここ最近の成績で上回っていたために代表に選出された。7月に日本武道館で開催された東京オリンピックでは初戦で敗れるも、混合団体では優勝した。2022年2月のグランドスラム・パリでは決勝で新添を技ありで破って優勝した。11月のヨーロッパクラブ選手権では決勝で同じフランスのクラリス・アグベニューに棄権勝ちすると、チームも優勝を飾った。2023年の世界団体では決勝の日本戦で新添左季に技ありで勝利するも、代表戦で新添に反則負けを喫したためチームは2位だった。2024年の世界選手権では決勝で同じフランスのマリー＝エヴ・ガイエを技ありで破って優勝した。世界団体では2位だった。しかし、地元開催のパリオリンピックには出場できなかった。
IJF世界ランキングは5599ポイント獲得で2位(25/6/2現在)。

## トラブル
2021年11月にピノは、ル・ブラン＝メニルの柔道クラブでマドレーヌ・マロンガとともに指導を受けていた恋人で元81㎏級世界3位のアラン・シュミットに口論の末に何度も顔面を殴打されて、絞め技も試みられたが、何とか逃れたという。酩酊状態だったシュミットは逮捕されたものの、証拠不十分としてすぐに釈放された。シュミットはイスラエルの女子ナショナルチームコーチに就任する予定になっていたが、この1件でコーチの契約を破棄された。しかしながら、2022年にはブルガリアナショナルチームのコーチに就任した。

## 主な戦績
63㎏級での戦績
- 2010年 - ヨーロッパカデ　2位
- 2011年 - ヨーロッパジュニア　優勝
- 2012年 - ヨーロッパジュニア　優勝

70㎏級での戦績
- 2013年 - 世界ジュニア　個人戦　3位　団体戦　2位
- 2013年 - グランプリ・アブダビ　3位
- 2014年 - ヨーロッパオープン・ワルシャワ　優勝
- 2014年 - グランプリ・サムスン　3位
- 2014年 - 世界団体　優勝
- 2015年 - ユニバーシアード　3位
- 2015年 - グランドスラム・パリ　3位

63㎏級での戦績
- 2016年 - グランプリ・サムスン　優勝
- 2016年 - グランプリ・アルマトイ　優勝
- 2016年 - グランドスラム・東京　3位
- 2017年 - グランドスラム・パリ　3位
- 2017年 - ヨーロッパ選手権　個人戦　2位　団体戦　優勝

70㎏級での戦績
- 2018年 - 地中海競技大会　3位
- 2018年 - ヨーロッパオープン・グラスゴー　優勝
- 2018年 - グランドスラム・アブダビ　優勝
- 2018年 - グランドスラム・大阪　3位
- 2019年 - グランドスラム・パリ　2位
- 2019年 - グランプリ・マラケシュ　優勝
- 2019年 - ヨーロッパ競技大会　優勝
- 2019年 - 世界選手権　3位
- 2020年 -　グランドスラム・デュッセルドルフ　3位
- 2020年 -　グランドスラム・ブダペスト　2位
- 2020年 - ヨーロッパ選手権　優勝
- 2021年 -　グランドスラム・テルアビブ　優勝
- 2021年 -　ヨーロッパ選手権　2位
- 2021年 -　東京オリンピック混合団体　優勝
- 2022年 -　グランドスラム・パリ 優勝
- 2022年 -　グランドスラム・アンタルヤ　3位
- 2022年 -　ヨーロッパ選手権　個人戦　3位　団体戦　優勝
- 2023年 -　グランドスラム・テルアビブ　優勝
- 2023年 -　世界団体　2位
- 2023年 -　グランプリ・ドゥシャンベ　優勝
- 2023年 - ヨーロッパオープン・プラハ　優勝
- 2024年 -　グランドスラム・パリ　3位
- 2024年 -　グランドスラム・タシケント　2位
- 2024年 - 世界選手権　優勝
- 2024年 - 世界団体　2位
- 2025年 -　ヨーロッパオープン・ベニドルム　優勝
- 2025年 - 世界選手権　7位

(出典、JudoInside.com)